# فاینال کات استودیو
فاینال کات استودیو (به انگلیسی: Final Cut Studio) یک مجموعه نرم‌افزاری حرفه‌ای تولید صوتی و تصویری است که توسط شرکت اپل برای اواس ده توسعه یافته‌است. فاینال کات استودیو رقیبی برای نرم‌افزار مدیا کامپوزر از شرکت اوید (به انگلیسی: Avid) محسوب می‌شود. خرید فاینال کات استودیو از طریق آنلاین میسر نمی‌باشد.

## اجزاء
- فاینال کات پرو (به انگلیسی: Final Cut Pro)
- موشن (به انگلیسی: Motion)
- ساندترک پرو (به انگلیسی: Soundtrack Pro)
- دی‌وی‌دی استودیو پرو (به انگلیسی: DVD Studio Pro)
- کالر (به انگلیسی: Color)
- کامپوزر (به انگلیسی: Compressor)
- سینما تولز (به انگلیسی: Cinema Tools)
- کیومستر (به انگلیسی: Qmaster)

نماد فاینال کات پرو
نماد موشنز
نماد کیومستر